# Ethnic electronica
Ethnic electronica (ook bekend als ethnotronica, ethno electronica of ethno techno) is een muziekgenre dat elementen uit elektronische muziek en wereldmuziek combineert. Bekende artiesten zijn Deep Forest, Afro Celt Sound System, Ofra Haza en Natacha Atlas.
De term ethnotechno werd in ieder geval al gebruikt in 1994 in de titel van de verzamel-cd Ethnotechno: Sonic Anthropology Volume I van Wax Trax! Records.